# At the Ryman
At the Ryman es un álbum en directo de la cantante estadounidense Emmylou Harris, publicado por la compañía discográfica Warner Bros. Records en enero de 1992. Harris grabó el álbum en el Ryman Auditorium de Nashville (Tennessee) entre el 30 de abril y el 2 de mayo de 1991 con el grupo The Nash Ramblers. 

## Lista de canciones
1. "Guitar Town" (Steve Earle) – 2:56
2. "Half as Much" (Curley Williams) – 3:00
3. "Cattle Call" (Tex Owens) – 3:11
4. "Guess Things Happen That Way" (Jack Clement) – 2:25
5. "Hard Times" (Stephen Foster) – 3:25
6. "Mansion on the Hill" (Bruce Springsteen) – 4:25
7. "Scotland" (Bill Monroe) – 2:57
8. "Montana Cowgirl" (Ray Park) – 3:08
9. "Like Strangers" (Boudleaux Bryant) – 4:56
10. "Lodi" (John Fogerty) – 3:06
11. "Calling My Children Home" (Doyle Lawson, Charlie Waller, Robert Yates) – 3:14
12. "If I Could Be There" (Kieran Kane, Jamie O'Hara) – 3:30
13. "Walls of Time" (Bill Monroe, Peter Rowan) – 4:45
14. "Get Up John" (Bill Monroe, Marty Stuart, Jerry Sullivan) – 4:25
15. "It's a Hard Life Wherever You Go/Abraham, Martin and John" (Nanci Griffith, Richard Holler/Richard Holler) – 7:07
16. "Smoke Along the Track" (Alan Rose) – 4:16

## Personal
- Sam Bush – violín, mandolina y coros.
- Roy Huskey, Jr. – contrabajo y coros.
- Larry Atamanuik – batería.
- Al Perkins – banjo, guitarra y coros.
- John Randall Stewart – guitarra, mandolina y coros.

## Posición en listas
| País           | Lista          | Posición |
| -------------- | -------------- | -------- |
| Estados Unidos | Country Albums | 32       |
| Estados Unidos | Billboard 200  | 184      |